# オレグ (クルスク公)
オレグ（スヴャトスラヴィチ?） またはオレグ・クルスキー（ロシア語: Олег（Святославич）/ Олег Курский、? - 1228年以降）は、チェルニゴフ・オレグ家(ru)（スヴャトスラフの子のオレグの子孫）出身のクルスク公である。1223年のカルカ河畔の戦いの参加者として言及されている。
一説によれば、オレグはルィリスク公スヴャトスラフ・オリゴヴィチの子であるという。また、1223年のカルカ河畔の戦いで死亡したムスチスラフの後にチェルニゴフ公となるが、1226年にミハイルによって追放されたという。
上記の内容とは異なる説として、本頁のオレグは、史料の1226年の項に言及される、チェルニゴフ公イーゴリの子のオレグと同一人物とする説や、ムスチスラフがカルカ河畔の戦いで死亡した後のチェルニゴフ公はコンスタンチンという人物だとする説がある。
妻子に関しては、妻の名は不明である。子については、『リューベチ・シノディク』に名のあるクルスク公ユーリー、クルスク公ドミトリー、『ヴォスクレセンスカヤ年代記』に言及されるヤロスラヴリ公フセヴォロドの妻となったオリガの三名を、オレグの子とみなす説がある。